# استارگاچ
استارگاچ (به لاتین: Stargach) یک کوه در یونان است. استارگاچ ۱٬۲۷۰ متر بالاتر از سطح دریا واقع شده‌است.